# Commodore 1570
La Commodore 1570 fue una unidad externa de disquete de 5,25 pulgadas creada para el ordenador doméstico Commodore 128, aunque puede utilizarse con los Commodore 64. Fue lanzado por Commodore International como un sustituto temporal de la Commodore 1571 cuando vio que no contaba con suficiente suministro de mecanismos de doble cara para cubrir la demanda.
Su placa madre es la misma que la de la 1571, pero con una ROM más avanzada que implementa varias correcciones de errores que tardarán en aparecer en la 1571. El mecanismo de la unidad es la de una Commodore 1541c (básicamente, una 1541 dotada de detector de pista cero), al igual que la caja y la fuente de alimentación.
Es capaz de leer y escribir discos formateados en GCR y MFM. Su DOS 3.0 incluye el modo de ráfagas para transferir datos a un Commodore 128 a mayor velocidad que una 1541, y puede leer y escribir discos CP/M de simple cara, principalmente :
- IBM PC CP/M-86
- Osborne 1
- Epson QX10
- Kaypro II, Kaypro IV
- CBM CP/M FORMAT SS

Aunque es compatible con el Commodore 64, éste no es capaz de sacar partido de los modos rápidos del disco, por lo que a ojos del consumidor es una 1541 sobrepreciada, que además tenía problemas con determinadas protecciones. Además muchos de los primeros compradores de un Commodore 128 optaban por usar una 1541 proveniente de un equipo anterior, mientras esperaban que la 1571 estuviera más disponible.

## Características técnicas
- Disco: 5,25 pulgadas
- Formato de grabación: GCR, MFM, simple cara doble densidad
- Formato: 35 pistas, 17-21 sectores por pista, 256 bytes por sector (que generalmente son 254 bytes de datos disponibles)
- CPU : MOS Technology 6502 a 1-2 MHz
- RAM : 2 KiB
- ROM : 32 KiB
- Protocolos de transferencia: estándar (1541) y Serial rápido y Burst Mode (modo de ráfaga, como la Commodore 1581, con el C128)
- Interface: Bus serial Commodore (o bus serial IEEE-488)
- Fuente de alimentación : interna (la europea, 240 voltios, 250 mA, 50 Hz) equipada con fusible e interruptor de corriente
- Chips de entrada / salida
  - 2 MOS Technology 6522 VIA (Versatile Interface adapter)
  - 1 MOS Technology CIA 6526
  - 1 controlador de disquete Western Digital WD1770